# Lactocollybia modesta
Lactocollybia modesta är en svampart som beskrevs av Singer 1971. Lactocollybia modesta ingår i släktet Lactocollybia och familjen Marasmiaceae.   Inga underarter finns listade i Catalogue of Life.